# السباحة في المياه المفتوحة
السباحة في المياه المفتوحة هي أحد تخصصات السباحة التي تتم في المسطحات المائية الخارجية مثل المحيطات والبحيرات والأنهار المفتوحة، بدأت هذه المسابقة عندما سبح اللورد بايرون عدة أميال لعبورالدردنيل من أوروبا إلى آسيا في 3 مايو 1810.